# 정의철
정의철(1985년 4월 19일 ~ )은 대한민국의 배우이다.

## 출연작

### 영화
- 2011년 《려수》 - 철수 역
- 2009년 《내 사랑 내 곁에》 - 유승욱 역
- 2009년 《오감도》 - 상민 역
- 2008년 《로맨틱 아일랜드》 - 지경 역
- 2008년 《비스티 보이즈》 - 남자 1 역
- 2008년 《도레미파솔라시도》 - 강희원 역
- 2007년 《학교 다녀오겠습니다》
- 2006년 《폭풍의 언덕》
- 2005년 《3인3색 러브 스토리 - 사랑 즐감》 - 승민 역

### TV 드라마
- 2016년 tvN 《치즈인더트랩》
- 2012년 tvN 《닥치고 꽃미남 밴드》- 유승훈 역
- 2009년 KBS2 《꽃보다 남자》 - 이민하 / 이제하 역
- 2005년 MBC 《레인보우 로망스》 - 정의철 역
- 2005년 SBS 《건빵선생과 별사탕》 - 최창일 역

### 뮤직비디오
- 《버즈 - 남자를 몰라》
- 《버즈 - My love》
- 《버즈 - Buzzing Rock》

### 예능
- 2017년 tvN 《버저비터》